# 施奈德峰
71°37′S 62°41′W / 71.617°S 62.683°W
施奈德峰（Schneider Peak），是南極洲的山峰，位於帕爾默地的巴萊克海岸，處於蓋爾山西南面11公里的蘭金冰川源頭附近，海拔高度約1,300米，現時由南極條約體系管理。